# Vũ đạo ở Ấn Độ

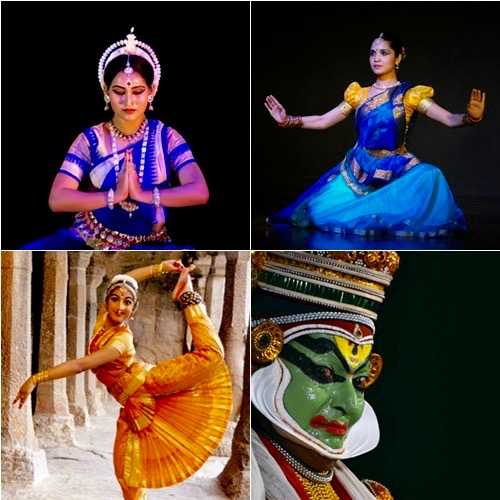
Vũ đạo ở Ấn Độ bao gồm cổ điển (ở trên), bán cổ điển, dân gian và bộ lạc.

Vũ đạo ở Ấn Độ (tiếng Anh: Dance of India) bao gồm nhiều phong cách nhảy múa, thường được phân loại là cổ điển hoặc dân gian. Cũng như các khía cạnh khác của văn hóa Ấn Độ, các hình thức nhảy múa khác nhau có nguồn gốc từ các vùng khác nhau của Ấn Độ, được phát triển theo truyền thống địa phương và cũng hấp thụ các yếu tố từ các vùng khác của đất nước.
Học viện Sangeet Natya, học viện biểu diễn nghệ thuật quốc gia ở Ấn Độ, công nhận tám điệu múa truyền thống là điệu múa cổ điển Ấn Độ, trong khi các nguồn và học giả khác công nhận nhiều hơn. Những điều này có nguồn gốc từ văn bản tiếng Phạn Natya Shastra, và nghệ thuật biểu diễn tôn giáo của Ấn giáo.

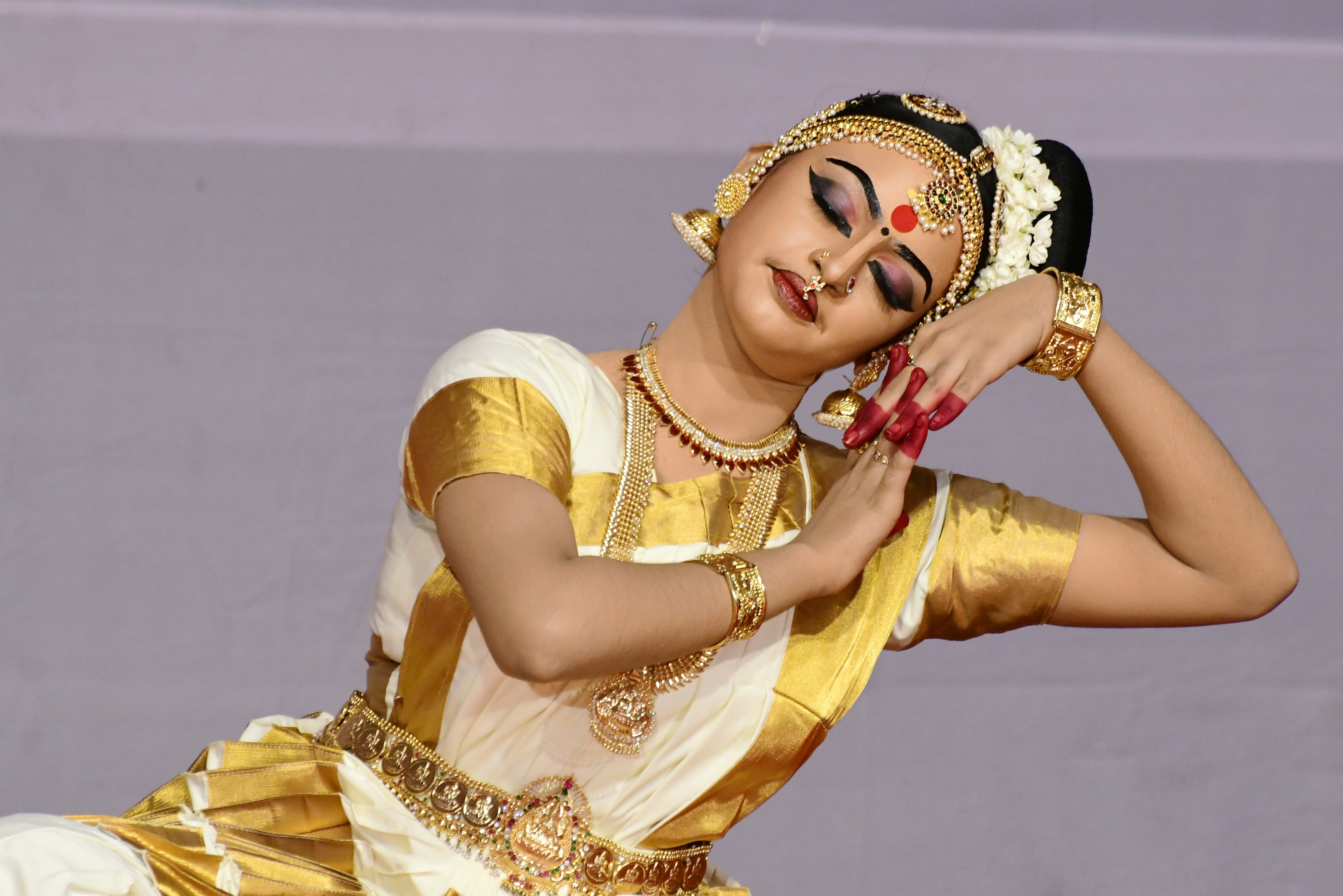
Điệu Mohiniyattam tại trường học quận Kannur sự kiện Kalolsavam 2019

Các điệu múa dân gian rất đa dạng về số lượng và phong cách, đồng thời thay đổi tùy theo truyền thống địa phương của bang, dân tộc hoặc khu vực địa lý tương ứng. Các điệu múa đương đại bao gồm sự kết hợp tinh tế và mang tính thử nghiệm của các hình thức cổ điển, dân gian và phương Tây. Truyền thống khiêu vũ của Ấn Độ không chỉ có ảnh hưởng đến các điệu múa trên toàn Nam Á mà còn đối với các hình thức múa của Đông Nam Á. Các điệu nhảy trong phim Ấn Độ, như Vũ điệu Bollywood dành cho phim tiếng Hindi, thường được chú ý vì thể hiện điệu nhảy tự do và có sự hiện diện đáng kể trong văn hóa đại chúng của tiểu lục địa Ấn.
Ở Ấn Độ, lệnh sử dụng tiếng Phạn, tiếng Tamil, tiếng Telugu, tiếng Oriya, tiếng Meitei (Manipuri), tiếng Ba Tư hoặc tiếng Ả Rập, được đánh giá cao và tôn trọng khi học các điệu múa (đáng kể nhất là Vũ điệu cổ điển Ấn Độ) vì các vũ công có thể có công cụ của những ngôn ngữ này để đi vào các văn bản tài liệu cơ bản.

## Danh pháp
Vũ điệu cổ điển là một trong những lý thuyết, đào tạo, phương tiện và cơ sở lý luận để thực hành biểu cảm được ghi lại và truy nguyên từ các văn bản cổ điển cổ đại, đặc biệt là Natya Shastra. Các điệu múa cổ điển của Ấn Độ trong lịch sử có sự tham gia của một trường học hoặc guru-shishya parampara (truyền thống sư-môn) và yêu cầu nghiên cứu về các văn bản cổ điển, các bài tập thể chất và đào tạo chuyên sâu để đồng bộ hóa một cách có hệ thống các tiết mục khiêu vũ với cách chơi hoặc sáng tác cơ bản, ca sĩ và dàn nhạc.
Vũ điẹu dân gian Ấn Độ là một điệu múa phần lớn là truyền thống truyền miệng, mà truyền thống của nó đã được học hỏi trong lịch sử và hầu hết được truyền từ thế hệ này sang thế hệ khác thông qua truyền miệng và thực hành chung thông thường. Vũ điệu bán cổ điển Ấn Độ là điệu múa mang dấu ấn cổ điển nhưng đã trở thành múa dân gian và mất đi văn bản hoặc trường phái. Vũ điệu bộ lạc là một hình thức múa dân gian địa phương hơn, thường được tìm thấy ở một nhóm dân tộc bộ lạc; các điệu múa bộ lạc điển hình phát triển thành các điệu múa dân gian trong một thời kỳ lịch sử.

## Nguồn gốc của vũ đạo ở Ấn Độ

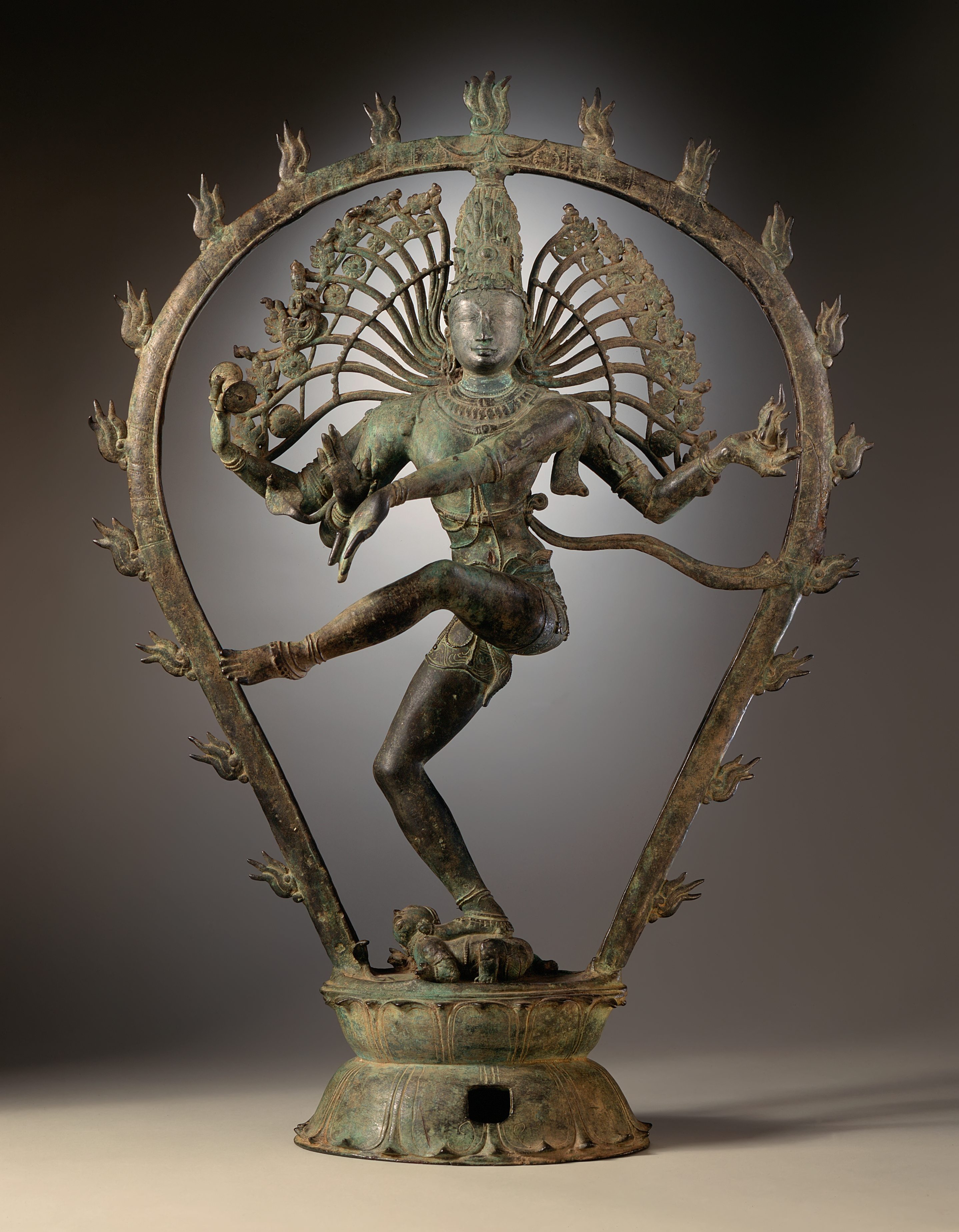
Shiva trong vai Nataraja (Chúa tể khiêu vũ).